# Casa consistorial de La Torrocella d'Alcanyís
La casa consistorial de La Torrocella d'Alcanyís (Província de Terol, Espanya) és una interessant edificació de finals del segle xvi, que segueix una tipologia molt estesa de cases consistorials renaixentistes en el Baix Aragó de Terol, entre les quals destaca la de la veïna localitat d'Alcanyís. Està situada a la plaça Espanya, centre de l'urbanisme de la població, on convergeixen els dos carrers principals. La seva planta és rectangular, encara que lleugerament irregular per adaptar-se a aquest disseny urbanístic.
La seva fàbrica és de carreu en l'exterior, mentre que s'utilitza fàbrica de maçoneria per a l'interior. Presenta planta rectangular amb tres altures, clarament diferenciades en el tractament de la façana principal. En la planta baixa presenta una àmplia llotja oberta en els seus tres fronts per mitjà de grans arcs de mig punt, utilitzada també com trinquet. La segona planta apareix separada de l'anterior per una imposta i presenta dues obertures rematades per llindes pétris motllurats, mentre que en la façana lateral dreta l'única obertura existent és de mig punt i està emmarcada per dues pilastres que sostenen un frontó triangular. Finalment, la tercera planta presenta una discreta galeria d'obertures de mig punt, a manera de lògia, rematada per un ràfec de fusta, que emmarca visualment el rotund volum exterior que, d'altra banda, contrasta amb un interior totalment transformat pel pas del temps, si bé encara conserva en planta la crugia paral·lela a la façana principal.
Va ser rehabilitat en 1984, sent responsables de la intervenció els arquitectes Luis A. Moreno i Fernando Murria, i entre altres actuacions, en aquesta rehabilitació es va procedir a l'obertura dels arcs laterals de la llotja, que estaven encegats per usos diversos de l'edifici.
L'edifici ha estat utilitzat al llarg del temps de molt diversa manera, albergant des de l'habitatge de l'algutzir i el calabós, fins a la central telefònica, o la biblioteca municipal, així com dependències administratives, com ocorre en l'actualitat.